# Palpares bayoni
Palpares bayoni är en insektsart som beskrevs av Navás 1915. Palpares bayoni ingår i släktet Palpares och familjen myrlejonsländor. Inga underarter finns listade i Catalogue of Life.